# Storm Thorgerson
Storm Elvin Thorgerson (28. února 1944 Potters Bar – 18. dubna 2013) byl anglický grafik, který proslul svou tvorbou obalů pro rockové kapely, např. Pink Floyd, 10cc, Dream Theater, The Mars Volta, Muse a The Cranberries.

## Životopis
Storm Thorgerson byl norského původu a narodil se v Potters Bar v Middlesexu (dnes část Hertfordshire). Byl významným členem britské výtvarné skupiny Hipgnosis, která se specializovala na tvorbu obalů alb rockových skupin, a vytvořil mnoho slavných obalů dlouhohrajících desek a singlů. Vedl designové studio StormStudios – volnou skupinu talentovaných tvůrců na volné noze: Rupert Truman (fotograf), Peter Curzon (designér), Finlay Cowan (designér a ilustrátor), Daniel Abbott (designér a výtvarník), Lee Baker (výtvarník, designér) a Jerry Sweet (designér)
V mnoha Thorgersonových dílech jsou zřetelné surreálné prvky. Často vyčleňoval objekty z jejich tradičního prostředí, mnohdy je zasazoval do rozlehlého okolního prostoru. Tím nevhodnost tohoto umístění zdůraznil, ale zároveň vyzdvihl krásu vyobrazeného předmětu. "Mám rád fotografii, protože jde o médium, které ukazuje realitu, kdežto kresba je nereálná. Rád si s realitou zahrávám… rád ji deformuji. Některá má díla vyvolávají otázky, jestli jde o něco skutečného, či nikoli.“
Thorgersonovu dílu, které přesáhlo tři dekády, se věnuje také několik knih, které však vyšly zatím pouze v zahraničí.
Jeho tvorbu do značné míry ovlivnilo dílo belgického surrealisty René Magritta.

## Samostatná tvorba
- 10cc:
  - Mirror Mirror (1994)
- Anthrax
  - Stomp 442 (1995)
- Audioslave
  - Audioslave (2002)
- Syd Barrett
  - An Introduction to Syd Barrett (2010)
- Catherine Wheel:
  - Chrome (1993)
  - Happy Days (1995)
  - Like Cats and Dogs (výběr) (1996)
  - Adam And Eve (1997)
  - Wishville (2000)
- Biffy Clyro:
  - Puzzle (2007)
    - "Saturday Superhouse" (2007)
    - "Living is a Problem Because Everything Dies" (2007)
    - "Folding Stars" (2007)
    - "Machines" (2007)

  - Only Revolutions (2009)
    - "That Golden Rule" (2009)
    - "The Captain" (2009)
- The Cranberries:
  - Bury the Hatchet (1999)
  - Wake Up and Smell the Coffee (2001)
- Bruce Dickinson
  - Tattooed Millionaire (videoklip) (1990)
  - All the Young Dudes (videoklip) (1990)
  - Skunkworks (1996)
- Dream Theater:
  - A Change of Seasons (1995)
  - Falling Into Infinity (1997)
  - "Once In A LIVEtime" (1998)
  - "5 Years in a LIVEtime" (1998)
- Ian Dury and The Blockheads
  - Mr. Love Pants (1998)
- Ellis, Beggs, & Howard
  - Homelands (1989)
- Ethnix
  - Home Is Where The Head Is (2002)
- Europe
  - Secret Society (2006)
- David Gilmour
  - About Face (1984)
    - videoklipy Blue Light a All Lovers Are Deranged (1984)

  - David Gilmour in Concert DVD (2002)
- Helloween
  - Pink Bubbles Go Ape (1991)
- The Mars Volta:
  - De-Loused in the Comatorium (2003)
    - "Inertiatic ESP" singl (2003)
    - "Televators" singl (2003)

  - Frances The Mute (2005)
    - "The Widow" singl (2005)
- Muse:
  - Absolution (2003)
    - "Butterflies and Hurricanes" singl (2004)

  - Black Holes and Revelations (2006)
  - "Uprising" singl (2009)
- The Offspring
  - Splinter (2003)
- Alan Parsons:
  - Try Anything Once (1993)
  - On Air (1996)
  - The Time Machine (1999)
- Pendulum
  - Immersion (2010)
- Phish
  - Slip Stitch and Pass (1997)
- Pink Floyd:
  - Delicate Sound of Thunder (1988)
  - The Division Bell (1994)
  - Echoes: The Best of Pink Floyd (2001)
  - Is There Anybody Out There? The Wall Live 1980-81 (2000)
  - A Momentary Lapse of Reason (1987)
    - Learning to Fly – videoklip (1987)

  - Shine On (1992)
    - High Hopes – videoklip (1994)

  - Oh, by the Way (2007)
  - Pulse (1995)
- Powderfinger
  - Golden Rule (2009)
- Program the Dead
  - Program The Dead (2005)
- Rainbow
  - Bent Out of Shape (1983)
    - Street of Dreams videoklip (1983)
- Shpongle
  - Ineffable Mysteries from Shpongleland (2009)
- Styx
  - "Cyclorama" (2003)
- Thornley
  - Come Again (2004)
  - Tiny Pictures (2009)
- Umphrey's McGee
  - Safety In Numbers (2006)
  - The Bottom Half (2007)
- Ween
  - The Mollusk (1997)
- Rick Wright
  - Broken China (1996)
- Yes
  - Owner of a Lonely Heart videoklip (1983)
- Paul Young
  - Wherever I Lay My Hat (That's My Home)  videoklip (1983)
- Younger Brother
  - Last Days of Gravity (2007)
- Yourcodenameis:milo
  - Rapt. Dept.  (2005)
  - 17 (2005)
  - Ignoto (2005)